# Paul Atryda
Paul Atryda – postać literacka stworzona przez Franka Herberta, występująca w trzech pierwszych powieściach jego sześcioksięgu Diuna.
Paul Atryda jest synem Leto I Atrydy i jego konkubiny lady Jessiki (czyli wnukiem Vladimira Harkonnena). Staje się on Kwisatz Haderach, a także mesjaszem (Mahdim) Fremenów. Jego siostrą jest Alia. Paul Atryda na początku powieści występuje jako piętnastoletni chłopiec wychowywany od samego początku nie tylko na księcia, ale także szkolony jest przez swoją matkę według zasad, którymi kieruje się wychowywanie Bene Gesserit (przeszedł nawet ich próbę przeprowadzaną za pomocą gom dżabbar).
Do momentu, kiedy Paul żył na swojej macierzystej planecie – Kaladanie, prowadził beztroską egzystencję, zgodnie z przyjętymi, wpojonymi wartościami. Jednak przybycie na Arrakis zmieniło wszystko. Brał lekcje fechtunku w sali treningowej Zamku Kaladańskiego od Gurneya Hallecka. Posiadał cechy, które były niezbędne, by zostać przyszłym władcą. Odznaczał się niezwykłą spostrzegawczością.
Po śmierci jego ojca został porzucony na pustyni wraz z lady Jessiką. Udało mu się przystać do Fremenów, zostać ich przywódcą i na ich czele zniszczyć oddziały Harkonnenów i Imperatora, na którym wymusił oddanie córki, księżniczki Irulan, za żonę. Następnie poprowadził dżihad Muad'Diba - dwunastoletnią wojnę podboju znanego kosmosu, który pochłonął 61 miliardów ofiar, spustoszył 90 planet, zdewastował 500 innych i zakończył się wstąpieniem Paula na tron imperatorski. Z tego powodu w Mesjaszu Diuny Paul porównuje sam siebie do Adolfa Hitlera.

## Imiona
Usul to siczowe imię Paula. Znane było tylko Fremenom z siczy Tabr. Słowo to w języku fremeńskim (a także w arabskim) oznacza podstawa filaru. Ponadto imię to (Usul) pojawia się po raz pierwszy we śnie Paula, opowiedzianym Matce Wielebnej Helenie Mohiam. Paul był także znany pod imionami: Paul Atryda, Kwisatz Haderach, Kaznodzieja i Lisan al-Gaib.
Przez Fremenów uznawany był za Mahdiego, które to imię w ich mesjanistycznej legendzie oznaczało „Tego, który powiedzie nas do raju”. Innym fremeńskim przydomkiem Paula było Muad'Dib - w świecie Diuny był to skoczek pustynny zaaklimatyzowany na Arrakis, szanowany przez Fremenów ze względu na umiejętności przeżycia na pustyni (w mitologii Fremenów stworzenie to było łączone z kształtem widocznym na drugim księżycu planety, a na niebie Arrakis istniał również gwiazdozbiór Muad'Dib, ogonem wskazujący północ).